# Fränninge
Fränninge är kyrkbyn i Fränninge socken och en småort i Sjöbo kommun i Skåne. Namnet är tidigast belagt i 1291 som Franninge och i 1325 som Fræningæ. Det kommer troligen från *Fran eller *Frana, en forndansk benämning på Vollsjöån som betyder "den starkt glänsande". Detta tros ha givit upphov till inbyggarbeteckningen *fræningar och i sin tur ortens namn.
Fränninge ligger strax norr om Vollsjö och växte fram som ett typiskt jordbrukssamhälle med Fränninge kyrka, folkskola, lanthandel, mejeri och kontor för jordbrukskassan. Under 1940-talet byggdes ett friluftsbad.
Framför skolan står en staty över Nils Månsson av Anders Olsson.